# Dawinkopf
De Dawinkopf is een 2970 meter hoge bergtop in de Lechtaler Alpen in de Oostenrijkse deelstaat Tirol. Daarmee is het de op een na hoogste berg van de Lechtaler Alpen en de op twee na hoogste van de Noordelijke Kalkalpen. Over de top van de berg voert de Augsburger Höhenweg.
Het gesteente van de Dawinkopf bestaat uit onder andere Hauptdolomit en vlekkenmergel stammend uit het Lias. Buurtoppen van de Dawinkopf zijn de Parseierspitze in het noorden en de Eisenspitze in het westen.
De klim naar de top voert vanaf de Augsburger Hütte over een kleine gletsjer, de Grinner Ferner, waarna de top via de smalle, soms winderige en met kabels beveiligde oostkam bereikt kan worden. Het volgende deel van de Augsburger Höhenweg richting de Ansbacher Hütte is lang en inspannend en duurt acht tot tien uur.